# Edificio Giacoletti
L'Edificio Giacoletti è un edificio storico della città di Lima in Perù.

## Storia
L'edificio, progettato dai fratelli italiani Rinaldo, Antonio e Guido Masperi, venne costruito sotto gli auspici del commerciante limegno Juan Romano su terreni destinati a nuove costruzioni che avrebbero delineato e imbellito lo spazio attorno a una nuova piazza, successivamente nota come Plaza San Martín.
Negli anni 1940 le originarie decorazioni Art nouveau vennero rimosse e alleggerite, trasformando lo stile dell'edificio in neocoloniale.
Nel 1972 l'immobile venne dichiarato monumento storico di Lima.

### Incendio
Nelle prime ore della mattina del 27 ottobre 2018 l'edificio venne gravemente danneggiato da un incendio che durò tre ore.

## Galleria d'immagini

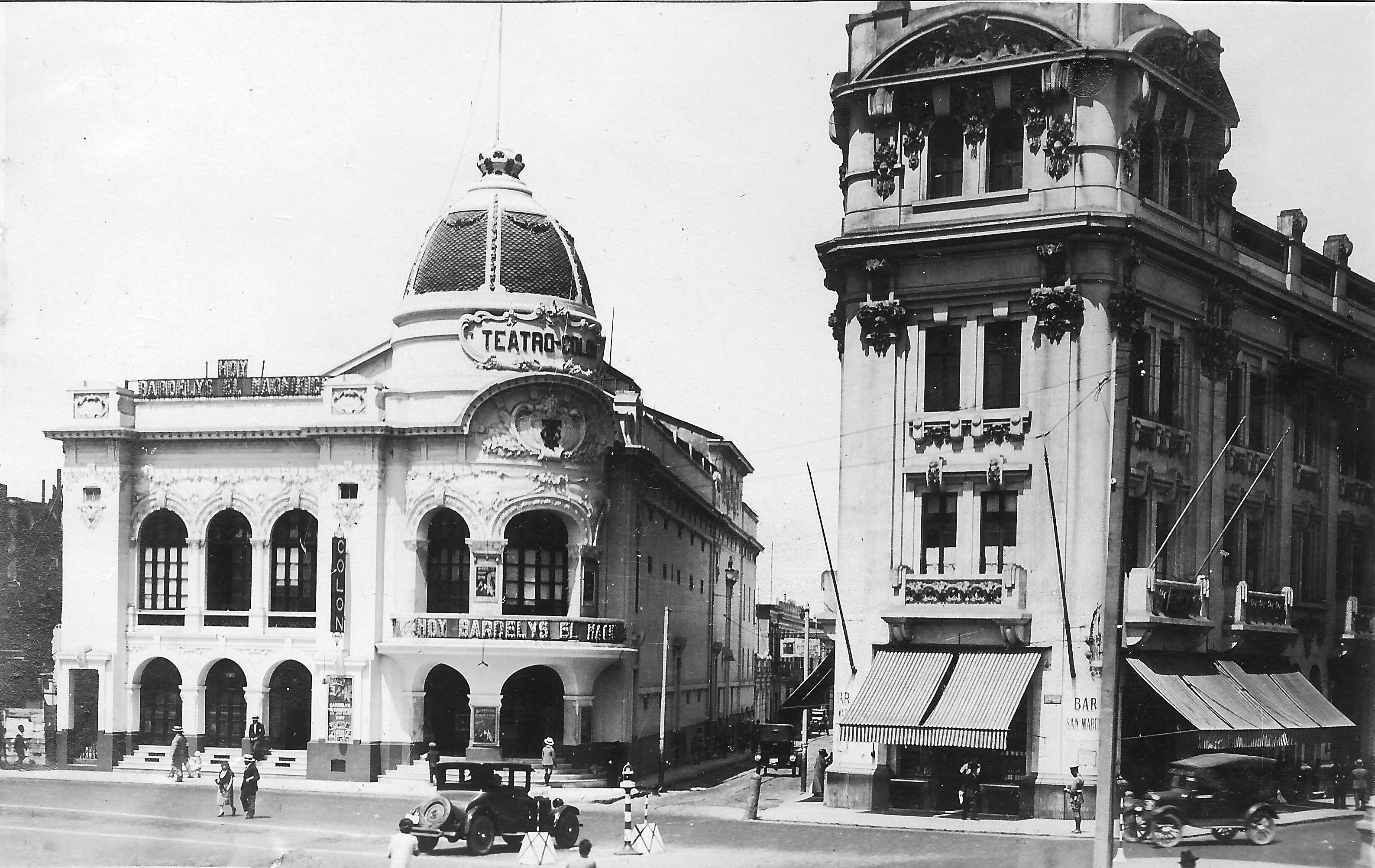
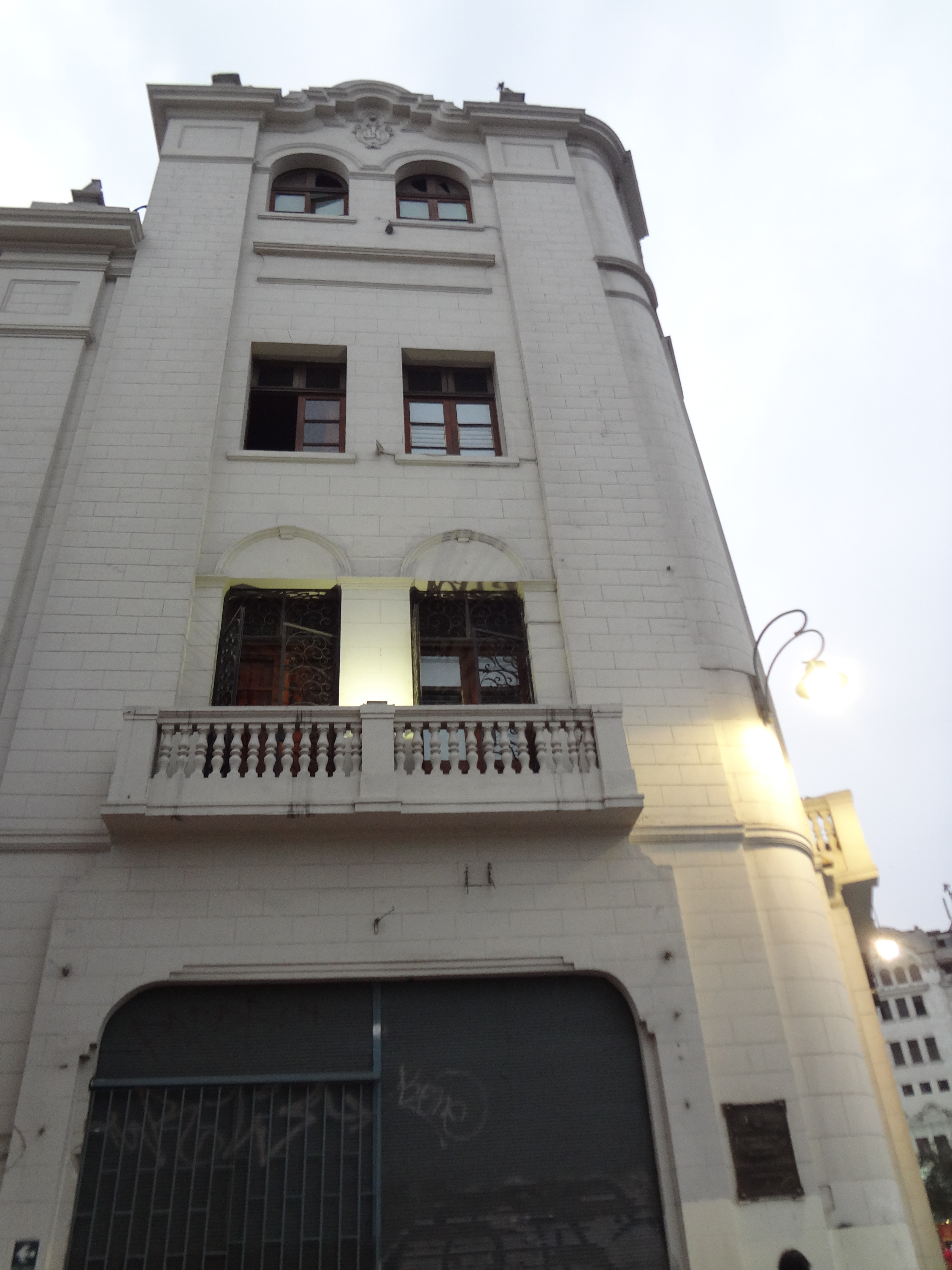
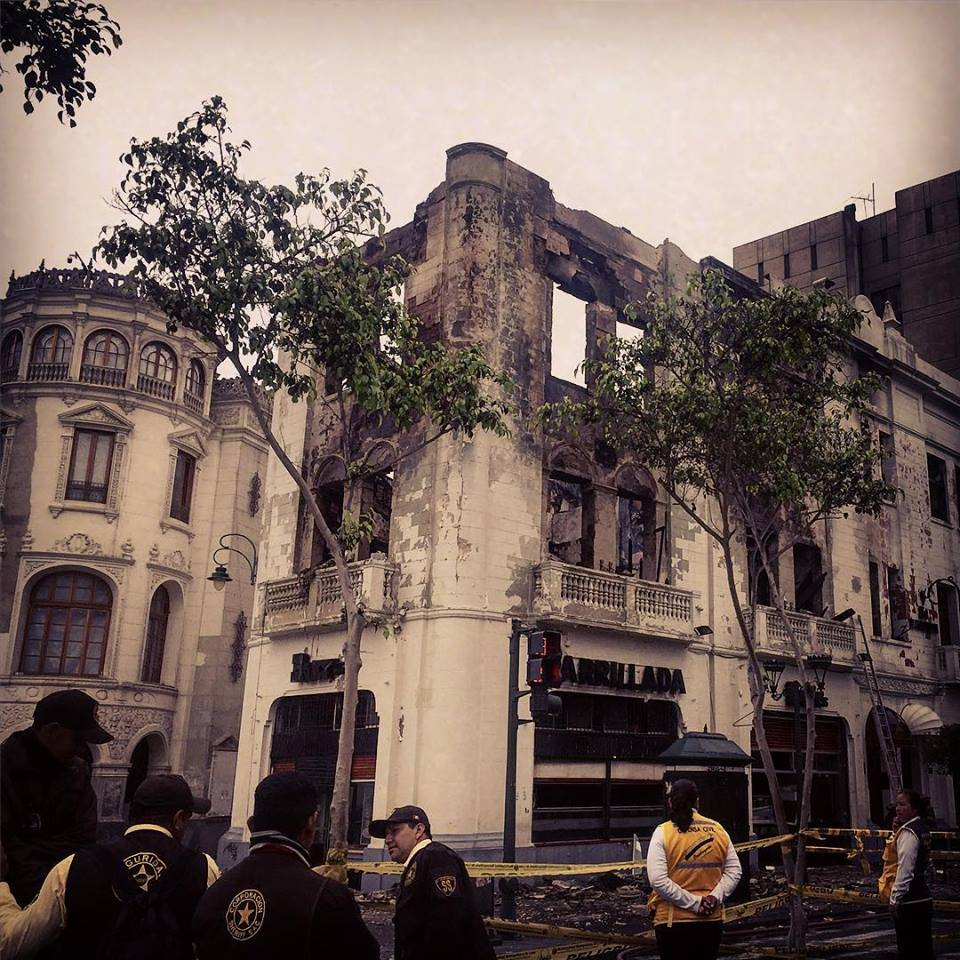